# პ
P’ar (პარ), este cea de-a cincisprezecea literă a alfabetului georgian.

## Transliterație
| Literă | Nume | Național | ISO 9984 | Laz   | IPA  |
| ------ | ---- | -------- | -------- | ----- | ---- |
| პ      | par  | P' p'    | P p      | P' p' | /pʼ/ |

## Forme
| asomtavruli | nuskhuri | mkhedruli |
| ----------- | -------- | --------- |
|             |          |           |

## Reprezentare în Unicode
- Asomtavruli Ⴎ : U+10AE
- Mkhedruli și Nuskhuri პ : U+10DE